# Investice
Jako investice se v ekonomii označuje ta část příjmu (důchodu), která je vložena do kapitálu. Tedy do dlouhodobých statků, které nepřinášejí okamžitý prospěch, ale umožní zvýšení produkce statků v budoucnosti. Ekonomický subjekt (stát, podnik, jednotlivec) tak odloží část své současné spotřeby (úspor) za účelem získání budoucího užitku. Budoucí užitek či výnos může být peněžního nebo nepeněžního charakteru.
Takový je spíše makroekonomický pohled na investice. Z pohledu podniku jsou to rozsáhlejší jednorázově nebo krátkodobě vynaložené zdroje či peněžní výdaje (kapitálové výdaje), u nichž se očekává jejich přeměna na budoucí výnosy či peněžní příjmy během delšího časového období přesahujícího jeden rok.
Syrový přirovnává investice (v kontextu finančních trhů) ke konzervování masa či ovoce za účelem odkladu na pozdější užití, tak říkajíc „na horší časy“, aby o ně lidé nepřišli. Nebo k pšenici, u níž lidé měli na výběr buď její okamžitou spotřebu, nebo setbu s očekáváním budoucí mnohonásobné sklizně. Investování má tedy za cíl odložit současné prostředky tak, aby přinejmenším neztratily svou hodnotu nebo aby v lepším případě jejich hodnota časem ještě vzrostla. Podobně v případě požadavku na jakýkoli budoucí cíl, který nelze pořídit z běžného objemu prostředků („z jedné výplaty“), je nutné si odkládat peníze stranou; v takovém případě se hovoří o úsporách.

## Dvojí význam v ekonomii
- výše investic mají velký vliv na agregátní poptávku a zaměstnanost
- investice vedou ke kumulaci kapitálu – pokud postavíme více továren, budeme v budoucnu schopni vyprodukovat více zboží.

V běžné řeči se slovem investice označuje jakýkoli vklad, např. „Investoval do toho hodně času." "Investujeme do akcií té společnosti.“
To je tedy "suché ekonomické" vyjádření pojmu "investice".

## Investování na finančních trzích
Praktická alokace důchodu ovšem nespočívá jen ve vkladu kapitálu do výrobních prostředků a statků.
Investicí v běžném denním rozhodování o volné části kapitálu označuje především vložení aktuálního přebytku (zisku, úspory) do statků, u nichž je předpokladaná nejen návratnost, ale i kladné zhodnocení.
Z tohoto mikroekonomického pohledu existují pro investice a investování různé definice:
"Investice je využití finančních prostředků s cílem jejich zhodnocení v budoucnosti. S investováním je spojena jistá míra rizika. Investované peníze se mohou zhodnotit, ale také nemusí. Míra rizika je obvykle vyvážena odpovídajícím výnosem."
"Investováním na finančním trhu se rozumí poskytování půjček, které mají podobu nákupu různých finančních nástrojů (finančních aktiv) investory od protistran, které potřebují dodatečné finanční prostředky"
"Investování je alokování peněz, které investor nespotřebuje, do konkrétního projektu za účelem zhodnocení a výnosu. Investor se vzdává části současné spotřeby s cílem zvýšit hodnotu peněz a díky tomu si užít vyšší spotřeby v budoucnu." 

## Typické investice
- akcie [8]
- podílové listy podílových fondů [9]
- dluhopisy - korporátní[10] nebo státní [11]
- deriváty [12]
- komodity[13] ve formě burzovních kontraktů (tzv. futures ) [14]
- nemovitosti[15]

- investiční zlato[16]
- investiční stříbro[17]
- investiční diamanty[18]

Investiční zlaté mince v České republice od roku 1993 emituje Česká národní banka, ražbu provádí na základě pětiletých emisních plánů Česká mincovna v Jablonci nad Nisou.
Investováním není výměna jedné měny za jinou měnu, i když to tak často bývá v běžné řeči označováno (forex, kryptoměny).

## Investiční riziko
Investiční riziko představuje pravděpodobnost, že skutečný výnos z investice se bude lišit od očekávání investora. Tento rozdíl může vést jak k vyššímu zisku, tak k finanční ztrátě. Riziko je dáno nejistotou ohledně budoucího vývoje investice, přičemž nelze s jistotou předpovědět její konečný výsledek. Investice tak může přinést značný profit, ale také může dojít k úplné ztrátě vloženého kapitálu.
Investiční rizika se pojí s dalšími dvěma aspekty investic– výnosem a likviditou. Dohromady tvoří tzv. investiční trojúhelník, který ukazuje vztah mezi těmito třemi faktory. Princip magického trojúhelníka říká, že není možné dosáhnout ideální investice (není možné získat maximální výnos v maximálně bezpečné investici, kterou bude možné okamžitě prodat a proměnit v hotové peníze).

## Alternativní investice
- historické automobily[23]
- archivní víno a destiláty[24]
- sběratelské předměty (mince, poštovní známky[25], zbraně apod.)[26]
- kovové modely aut (např. Abrex[27], Bing[28], Dinky Toys[28], Hot Wheels[28][29] z produkce Mattel, Matchbox[28] či Tomica[28])
- drahé kameny
- obrazy a jiná umělecká díla[30]
- Lego [31]
- herní kartičky - Pokémon TCG[32], Magic: The Gathering[33]
- kaplové hrobky [34]

## Psychologie v investování
Řada investorů podléhá při investování různým psychologickým předsudkům jako přehnaný optimismus, nadměrné sebevědomí nebo averze k nejistotě. Tímto tématem se zabývají takzvané behaviorální finance.
Lidé věřící v úspěch pak častěji riskují a krachují.